# Kleombrotos II.
Kleombrotos II. (starořecky Κλεόμβροτος) byl král Sparty od roku 244 před Kr. do roku 243 před Kr. Králem byl zvolen v rodinné linii rodu Agiovců, ale jeho přesný rodinný původ není znám. Jeho spolukrálem z rodu Eurypontovců byl Agis IV. (245–241 před Kr.).
Králem se stal po nedobrovolném odchodu svého předchůdce Leonida II. do exilu, který byl odpůrcem zavádění reforem navrhovaných jeho spolukrálem Agidem a jeho přívrženci. Kleombrotos byl ženatý s Chilonis, dcerou krále Leonida. Měl s ní dva syny, Agésipola a Kleomena.

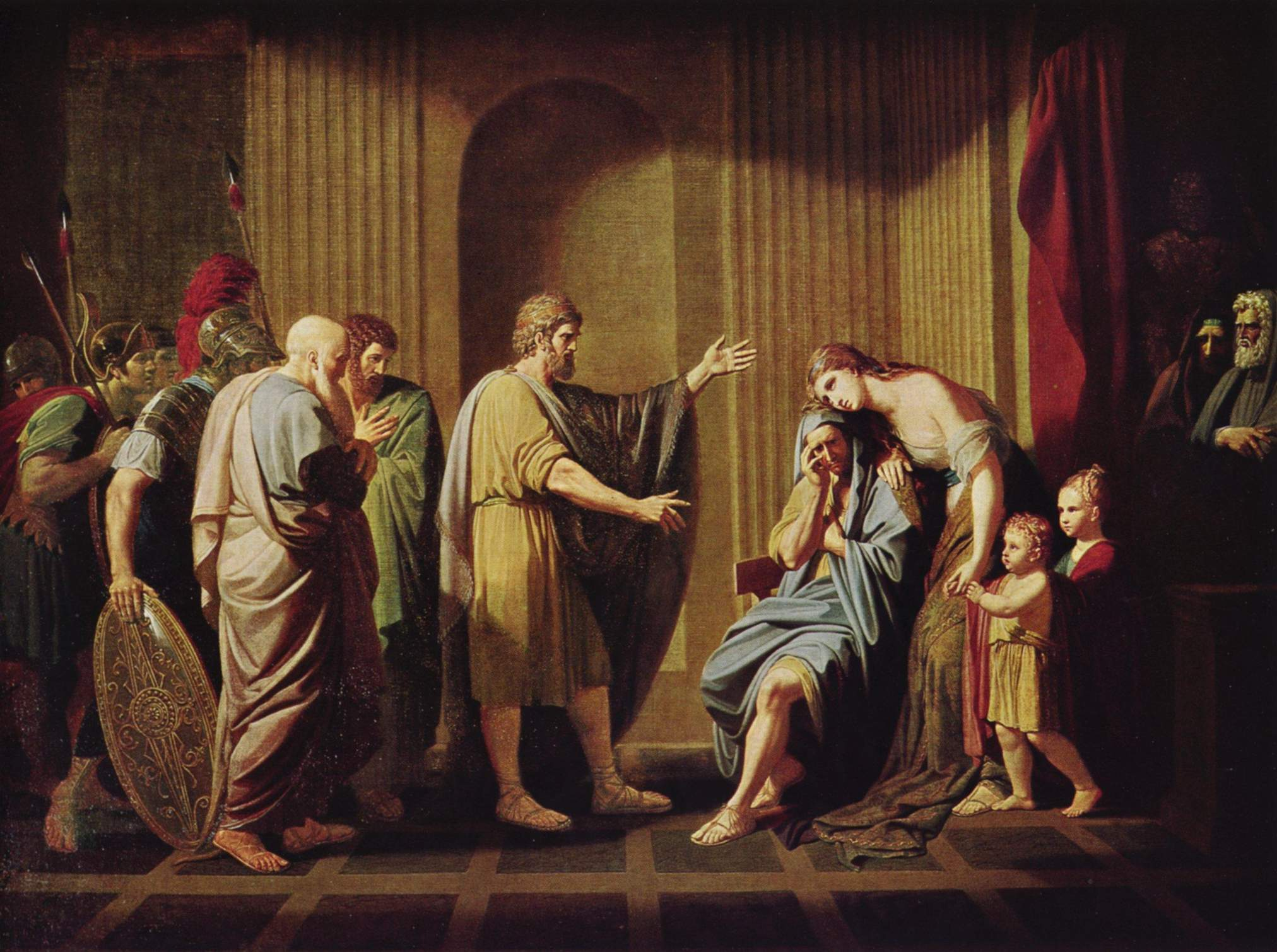
Leonidas II. posílá Kleombrota II. do vyhnanství, olejomalba, Benjamin West, 1768.

Období jeho vlády ve Spartě bylo poznamenáno vnitřní krizí, která již začala dříve. Jak napsal historik Plutarchos: Bohatství se soustředilo v rukou nevelkého počtu lidí a stát postihla chudoba. Pravých Lakedaimonců nebylo nakonec více než sedm set a z těch snad jen asi sto vlastnilo půdu a dědičný majetek. Ostatní lid seděl v obci nečinně, v bídě a necti stranou, jen neochotně a bez zájmu odrážel války vnucené nepřáteli, a neustále číhal na příležitost, jak udělat změnu a převrat ve stávajících poměrech. Tuto změnu se nakonec odhodlal provést spolukrál Agis zavedením reforem, které by obnovily staré Lykúrgovo zřízení. Po velkém úsilí i přes tvrdou opozici (i s intrikami) se mu podařilo pomocí strýce Lysandra sesadit Eforii a krále Leonida. Agis přesvědčil Kleombrota, Leónidova zetě, který byl jeho sympatizantem, aby zaujal místo krále.
Král Leónidas v doprovodu své dcery odešel do vyhnanství a Agidovi se podařilo v první fázi reforem prosadit zákon o zrušení dluhů. K druhé fázi reformy se už nedostal. Na žádost Arata, vůdce Achájského spolku o pomoc proti Aitólčanům jeho žádosti vyhověl a odešel s vojskem. Během jeho nepřítomnosti skončilo funkční období Eforie a odpůrci reformy s pomocí nově zvolených Eforů opět dosadili na trůn Leonida. Kleombrotos se po těchto událostech ukryl v Poseidónově chrámu na mysu Tainaros. Znovuzvolený král Leónidas se ho rozhodl potrestat smrtí, ale na naléhání a prosby své dcery Chilonis od svého záměru upustil. Kleombrotos byl odsouzen do vyhnanství, kam jej Chilonis s oběma dětmi doprovodila.